# Myiophobus flavicans
El mosquero amarillo (Myiophobus flavicans),  también denominado mosqueta flavescente (en Ecuador), mosqueta amarillenta, atrapamoscas amarillento (en Colombia), mosquerito amarillento (en Perú) o atrapamoscas amarilloso (en Venezuela), es una especie de ave paseriforme de la familia Tyrannidae perteneciente al género Myiophobus. Es nativo de regiones andinas y adyacentes del norte y noroeste de América del Sur.

## Distribución y hábitat
Se distribuye desde el noreste de Venezuela, a lo largo de la cordillera de los Andes de Colombia, Ecuador, hasta el norte del Perú.
Esta especie es considerada bastante común pero inconspícua en sus hábitats naturales: el sotobosque y el estrato medio de selvas montanas entre los 1300 y los 2500 m de altitud.

## Sistemática

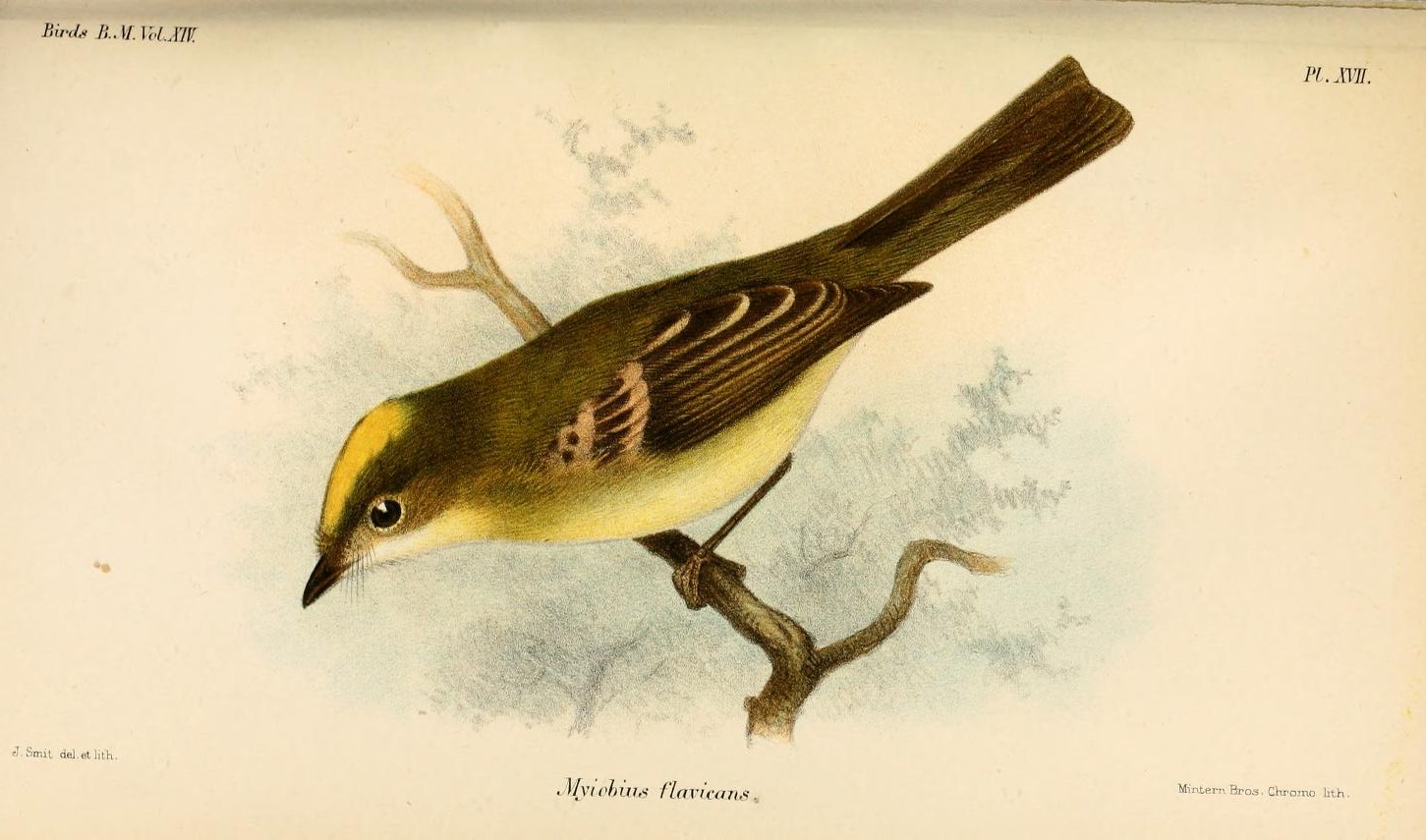
Myiobius flavicans = Myiophobus flavicans, ilustración de Smit en Catalogue of the Birds in the British Museum, 1888.

### Descripción original
La especie M. flavicans fue descrita por primera vez por el zoólogo británico Philip Lutley Sclater en 1861 bajo el nombre científico Myiobius flavicans; la localidad tipo es «Pallatanga, Ecuador».

### Etimología
El nombre genérico masculino «Myiophobus» se compone de las palabras del griego «μυια muia, μυιας muias» que significa ‘mosca’, y «φοβος phobos» que significa ‘terror’, ‘miedo’, ‘pánico’; y el nombre de la especie «flavicans», en latín moderno significa ‘amarillento’, ‘dorado-amarillento’.

### Taxonomía
Ohlson et al. (2008) presentaron datos genético-moleculares demostrando que el género Myiophobus era altamente polifilético, formado por tres grupos que no son ni cercanamente parientes entre sí; la presente especie, junto a Myiophobus phoenicomitra, M. inornatus y M. roraimae forma uno de dichos clados. Ohlson et al. (2020) propusieron un nuevo género Scotomyias para reflejar adecuadamente la filogenia del género, pero esto no ha sido adoptado por la mayoría de las clasificaciones.

### Subespecies
Según las clasificaciones del Congreso Ornitológico Internacional (IOC) y Clements Checklist/eBird se reconocen cinco subespecies, con su correspondiente distribución geográfica:
- Myiophobus flavicans perijanus Phelps, Sr & Phelps, Jr, 1957 - norte de Venezuela (Serranía del Perijá, también la ladera oriental del páramo de Tamá).
- Myiophobus flavicans venezuelanus (Hellmayr, 1920) - norte de Venezuela (cordillera de la Costa desde Miranda y el Distrito Federal al sur hasta los Andes de Táchira).
- Myiophobus flavicans caripensis J.T. Zimmer & Phelps, Sr, 1954 - cordillera de la Costa del noreste de Venezuela (Monagas y Sucre).
- Myiophobus flavicans flavicans (P.L. Sclater, 1861) - las tres cadenas de los Andes de Colombia hacia el sur hasta el este y oeste de Ecuador y  norte de Perú (al norte del río Marañón).
- Myiophobus flavicans superciliosus (Taczanowski, 1875) - Andes centrales de Perú (al sur hasta Cuzco).